# 金英玉
金英玉（1938年1月6日—），韓國女演員。金英玉為目前韓國最資深和年長的女演員，自1960年出道以來已持續在演藝圈活動超過60年。

## 簡歷
金英玉於1938年1月（農曆1937年12月）生於京畿道京城府（現首爾特別市西大門區）在8歲時迎來韓國光復，沒想到五年後就發生了韓戰，當時住在西大門的金英玉一家還沒來得及去避難，朝鮮人民軍就進入首爾了。其後在首爾啓星女子高中畢業後開始戲劇及電影演員生涯，但她的母親反對她成為演員，故在1959年進入春川電視臺擔任播音員，但因工資過高在8個月後被辭退。1960年，和當時大部分的配音員一樣，她開始在電視台的電視劇中出演配角。在之後的十年間，她兼任配音員和演員兩職，至1980年代以後演員活動逐漸增加，至1980年代後期才結束配音員生涯，現為韓國聲優協會的名譽會員。
在配音員時期，金英玉以特有的健壯嗓音經常為少年漫畫的男主角配音，代表作有《無敵鐵金剛》的鐵石、《小寶歷險記》的小寶、《機器人跆拳V》的金薰和《太陽之子》的伊士達等。 
從30多歲開始，她就開始扮演奶奶的角色。還沒到60歲時，她於1996年在MBC經典電視劇《世上最美麗的離別》中飾演患上老人癡呆症的奶奶，但比她年輕四年的演員朱鉉和羅文姬在該劇中飾演她的兒子和兒媳。從2000年代後期開始，隨着元老級演員逐漸去世，擔任老奶奶角色的演員減少，她在此時期起穩定地出演不同電視劇的奶奶角色，成為經常在小銀幕上登場的資深演員。

## 影視作品

### 電視劇

#### 1970年代
- 1976年：MBC《女高同窗生（朝鲜语：여고 동창생 (1976년 드라마)）》
- 1978年：MBC《待售的幸福（朝鲜语：행복을 팝니다)）》

#### 1980年代
- 1980年：MBC《田園日記（朝鲜语：전원일기）》
- 1986年：MBC《愛情與野望》飾演 慧迎姑姑
- 1988年：MBC《明天要忘記（朝鲜语：내일 잊으리）》
- 1988年：MBC《我們的老師（朝鲜语：선생님 우리 선생님）》
- 1988年：MBC《最後偶像（朝鲜语：마지막 우상）》
- 1989年：KBS《黃龍家庭（朝鲜语：왕룽일가）》

#### 1990年代
- 1990年：MBC《那女人（朝鲜语：그 여자）》
- 1993年：MBC《第三共和國（朝鲜语：제3공화국 (드라마)）》
- 1994年：SBS《賣火柴的女人（朝鲜语：성냥갑 속의 여자）》
- 1995年：SBS《沙漏》
- 1995年：KBS《張綠水（朝鲜语：장녹수 (드라마)）》
- 1995年：KBS《西宮（朝鲜语：서궁）》
- 1995年：KBS《再次開始（朝鲜语：또 하나의 시작）》
- 1996年：KBS《直到我們相愛（朝鲜语：사랑할때까지）》
- 1996年：SBS《父子有親（朝鲜语：부자유친）》
- 1996年：MBC《世上最美麗的離別》飾演 奶奶
- 1997年：SBS《天橋風雲（朝鲜语：모델 (드라마)）》
- 1997年：SBS《美好的罪行（朝鲜语：아름다운 죄）》
- 1997年：KBS《新娘的房間（朝鲜语：신부의 방）》
- 1997年：MBC《我活著的理由（朝鲜语：내가 사는 이유）》
- 1998年：MBC《我只知道愛（朝鲜语：사랑밖엔 난 몰라）》
- 1998年：MBC《三男三女（朝鲜语：남자 셋 여자 셋）》
- 1998年：KBS《你與我的歌（朝鲜语：너와 나의 노래）》

#### 2000年代
| - 2000年：SBS《黃龍的大地》 - 2000年：MBC《歐巴桑》 - 2000年：KBS《小蓋子》飾演 靜熙的婆婆 - 2001年：MBC《那女人的家》 - 2001年：MBC《華麗的日子》 - 2001年：SBS《沒有離別的早晨》 - 2002年：MBC《自從遇見你》 - 2002年：MBC《孟家的全盛時代》 - 2002年：MBC《愛情或麵包》 - 2002年：MBC《三劍客》 - 2002年：KBS《孤獨》 - 2003年：SBS《明朗少女成功記》 - 2003年：KBS《黃手帕》飾演 孫金玉 - 2003年：KBS《保鑣》 - 2003年：KBS《珍珠項鍊》飾演 徐馬子 - 2003年：SBS《興夫家葫蘆開了》 - 2004年：SBS《土地》 - 2004年：KBS《比花還美》飾演 宇植奶奶 - 2004年：MBC《12月的熱帶夜》 - 2004年：KBS《老處女日記》 - 2005年：KBS《奇男怪女》飾演 徐末子 - 2005年：MBC《我們結婚吧》 | - 2005年：MBC《不可阻擋的High Kick》（客串） - 2005年：MBC《我人生的Special》 - 2006年：SBS《雪花》 - 2007年：KBS《達子的春天》飾演 達子的奶奶 - 2007年：SBS《為愛瘋狂》飾演 韓福子 - 2007年：MBC《咖啡王子1號店》飾演 崔漢傑的奶奶 - 2007年：MBC《狗和狼的時間》 - 2007年：SBS《起飛》 - 2007年：KBS《愛也好恨也好》飾演 崔女士 - 2007年：MBC《New Heart》 - 2008年：MBC《雞腸草》 - 2008年：KBS《最強七友》飾演 七迂的奶奶 - 2008年：SBS《家門的榮光》飾演 尹三月 - 2008年：KBS《回來的大醬湯鍋》 - 2008年：KBS《青春禮讚》 - 2009年：KBS《流星花園》飾演 玉嫂 - 2009年：SBS《天國的孩子們》 - 2009年：KBS《夥伴們》飾演 賣飯包的老奶奶 - 2009年：KBS《大家一起恰恰恰》飾演 朴正女 - 2009年：MBC《寶石拌飯》飾演 決明子 - 2009年：SBS《不要猶豫》 |

#### 2010年代
- 2010年：KBS《推奴》飾演 哲雄母親
- 2010年：KBS《學習之神》飾演 李芬怡
- 2010年：MBC《Gloria》飾演 吳順女
- 2010年：MBC《全部我的愛》飾演 金玲玉
- 2011年：SBS《天堂牧場》飾演 老奶奶
- 2011年：KBS《浪漫小鎮》飾演 把姜健宇的兒子送到家的老人
- 2011年：KBS《我們家的女人們》飾演 崔靜玉
- 2011年：SBS《守護老闆》飾演 宋女士
- 2011年：MBC《愛情萬萬歲》飾演 達林的奶奶
- 2011年：KBS《Brain》（特別演出）
- 2011年：MBC《就像今天一樣》飾演 吳甲芬
- 2011年：TV朝鮮《拯救高奉實歐巴桑》飾演 金琴瑟
- 2012年：Channel A《K-POP最強生死戰》飾演 東雨奶奶
- 2012年：MBC《Stand By》飾演 吳甲芬
- 2012年：KBS《愛情啊愛情啊》飾演 李錦女
- 2012年：KBS《海雲臺戀人們》飾演 沈末年
- 2012年：SBS《我的愛蝴蝶夫人》飾演 劉金丹
- 2012年：MBC《吳子龍走吧》飾演 千琴順
- 2013年：KBS《天命：朝鮮版逃亡者故事》飾演 黑石谷奶奶
- 2013年：KBS《紅寶石戒指》飾演 趙日純
- 2013年：KBS《Drama Special－妍雨的夏天》
- 2014年：KBS《陽光滿溢》飾演 荀玉
- 2014年：MBC《說出你的願望》飾演 崔會長
- 2014年：tvN《不要戀愛要結婚》飾演 盧點順
- 2014年：MBC《薔薇色戀人們》飾演 趙芳實
- 2014年：SBS《美女的誕生》飾演 申熙子（客串）
- 2015年：KBS《雪路》飾演 崔鍾芬（老年）
- 2015年：JTBC《為純情著迷》飾演 張女士
- 2015年：SBS《歸來的黃金福》飾演 王女士
- 2015年：KBS《拜託了，媽媽》飾演 宋琪南
- 2015年：tvN《請回答1988》（客串）
- 2015年：tvN《愛情吹波糖》飾演 南秀子（吳世英母親）
- 2016年：tvN《Dear My Friends》飾演 吳雙芬
- 2016年：MBC《吹吧，美風啊》飾演 達萊
- 2016年：MBC《購物王路易》飾演 崔日純
- 2016年：JTBC《老婆這週要出牆》
- 2017年：MBC《多樣的兒媳》飾演 姜海順
- 2017年：KBS《花開了，達順啊》飾演 姜芬兒
- 2017年：tvN《世上最美麗的離別》飾演 奶奶
- 2017年：tvN《名不虛傳》飾演 花粉奶奶(許奉卓的媽媽)
- 2018年：JTBC《加油吧威基基》飾演 將軍的奶奶（客串）
- 2018年：MBC《偉大的誘惑者》
- 2018年：MBC《富家公子》飾演 朴順玉
- 2018年：JTBC《漢摩拉比小姐》
- 2018年：MBN《魔女之愛》飾演 明藝順
- 2018年：KBS《Drama Special－媽媽的第三次婚姻》
- 2018年：SBS《福秀回來了》飾演 李順惠
- 2019年：JTBC《耀眼》飾演 俊河奶奶
- 2019年：tvN《她的私生活》飾演 成德美的奶奶
- 2019年：MBC《黃金庭院》飾演 江南道
- 2019年：SBS《嘻哈王－納斯那街》飾演 金奉淑
- 2019年：MBC《有瑕疵的人們》飾演 韓會長
- 2019年：Netflix《喜歡的話請響鈴》飾演 金朝眺奶奶

#### 2020年代
- 2020年：SBS《The King：永遠的君主》飾演 盧玉南
- 2021年：tvN《Mouse》飾演 金甲蘭
- 2021年：tvN《海岸村恰恰恰》飾演 金坎離
- 2021年：Netflix《魷魚遊戲》飾演 成奇勳的媽媽（特別出演）
- 2021年：KBS《紳士與小姐》飾演 申達萊
- 2021年：tvN《智異山》飾演 李文玉
- 2022年：KBS《加油，我的人生》飾演 點順（特別出演）
- 2022年：Apple TV+《柏青哥》飾演 辛卜熙（特別出演）
- 2022年：MBC《還有明天》飾演 李楨文
- 2022年：KBS《依法相愛吧》飾演 月善
- 2022年：KBS《颱風的新娘》飾演 朴龍子
- 2023年：JTBC《歡迎來到王之國》飾演 車順熙
- 2023年：ENA《陌生人》飾演 李康淑
- 2024年：ENA《夜限照相馆》飾演 蘇金順
- 2024年：Netflix《末日愚者》饰演 金宝爱
- 2024年：KBS《熨斗家庭》飾演 安吉禮
- 2024年：SBS《來自地獄的法官》飾演 吳美子
- 2025年：JTBC《協商的技術》飾演 徐春年

### 電影
- 1986年：《女人害怕黑夜吗2（朝鲜语：여자가 밤을 두려워하랴 2）》
- 1987年：《八道厨师长（朝鲜语：팔도주방장）》
- 1989年：《下雨的日子水彩画（朝鲜语：비 오는 날 수채화）》
- 1990年：《短暂爱情事件（朝鲜语：우묵배미의 사랑）》
- 1990年：《白色情人節》
- 2003年：《春風吹拂》
- 2004年：《春花浪漫》
- 2006年：《老處女日記》
- 2007年：《壽》
- 2007年：《射擊》
- 2007年：《高招對決》
- 2008年：《我們學校有ET》
- 2010年：《食客2》
- 2011年：《陽光姊妹淘》
- 2012年：《春，雪》
- 2013年：《傳說的拳頭》
- 2015年：《上班女郎》
- 2023年：《郊游》（소풍）
- 2023年：《芭蕾復仇曲》饰演 枪支商人老奶奶（特别出演）

## 獲獎記錄
- 1979年：第15屆韓國演劇電影藝術獎—TV部門 大獎（《賣幸福》）
- 1979年：第15屆韓國演劇電影藝術獎—TV部門 女子演技獎（《賣幸福》）
- 1979年：第6屆MBC放送演技獎—TV部門 女子配角獎（《賣幸福》）
- 1980年：第7屆MBC放送演技獎—電台部門 女子主演獎
- 1992年：第28屆百想藝術大獎—TV部門 女子人氣獎（《舊日的金草地》）
- 1993年：第7屆KBS演技大獎—女子最優秀演技獎（《野菊花》、《愛情，還有離別》）
- 2005年：第4屆KBS演藝大賞—功勞獎
- 2009年：第36屆MBC演技大獎—連續劇部門 黃金演技獎（《寶石拌飯》）
- 2011年：第18屆SBS演技大獎—功勞獎
- 2015年：第29屆KBS演技大獎—女子獨幕劇獎（《雪路》）
- 2018年：第11屆韓國電視劇獎—功勞獎
- 2018年：第9屆韓國大眾文化藝術獎—寶冠文化勳章
- 2020年：第47屆韓國放送大獎—配音員旁白獎（《建築探索家》）
- 2024年：2024首尔国际电影大奖[註 1]—最佳女主角（《郊游》）[5]

## 外部連結
- 金英玉的Instagram帳戶
- 金英玉在NAVER上的资料
- 金英玉在互联网电影资料库（IMDb）上的資料（英文）
- 金英玉在韩国电影数据库（KMDb）上的資料（韓語）